# 謝梅尼亞科夫什奇茲納
謝梅尼亞科夫什奇茲納（波蘭語：Siemieniakowszczyzna，發音：[ɕɛmjɛɲakɔfʂˈt͡ʂɨzna]，羅馬化：Semenyakowshchyna）是波兰东北部波德拉謝省哈伊努夫卡縣纳雷夫卡市镇的一个村，距離與白俄罗斯的边境3公里。村莊20字的名稱是波兰最长的地名。

## 历史
1939年9月，德苏联合入侵波兰，引发第二次世界大战。此后，该村庄先被苏联占领。後來的1941年起，再被德国占领，直至蘇聯紅軍於1944年抵達當地。1941年9月，德国人驱逐村内所有居民，然後掠夺和後來摧毁了整個村庄。波蘭在被驱逐期間不時遭到德国人殴打。驱逐的目的是要阻碍该地区抵抗运动的行動與發展。二戰结束后，被摧毀的村庄再次回到波蘭手中，在重建后一直屹立至今。